# Rachel Seydoux
Rachel Seydoux (ur. 23 marca 1982) – szwajcarska kolarka górska, trzykrotna medalistka mistrzostw Europy.

## Kariera
Pierwszy sukces w karierze Rachel Seydoux osiągnęła w 2007 roku, kiedy zdobyła brązowy medal w downhillu podczas mistrzostw Europy w Kapadocji. W zawodach tych lepsze okazały się tylko dwie Francuzki: Sabrina Jonnier oraz Céline Gros. Na rozgrywanych rok później ME w St. Wendel była trzecia w four-crossie, przegrywając tylko z Jonnier i Gros. Drugie miejsce w tej konkurencji wywalczyła na ME w Zoetermeer w 2009 roku, ulegając tylko Austriaczce Anicie Molcik. Ponadto była szósta na mistrzostwach świata w Rotorua w 2006 roku. Dwukrotnie stawała na podium zawodów Pucharu Świata: 9 czerwca 2007 roku w Champéry i 7 czerwca 2008 roku w Fort William zajmowała drugie miejsce w four crossie. W klasyfikacji generalnej najlepiej wypadła w sezonie 2007, który ukończyła na szóstym miejscu.